# Rabini Radomia

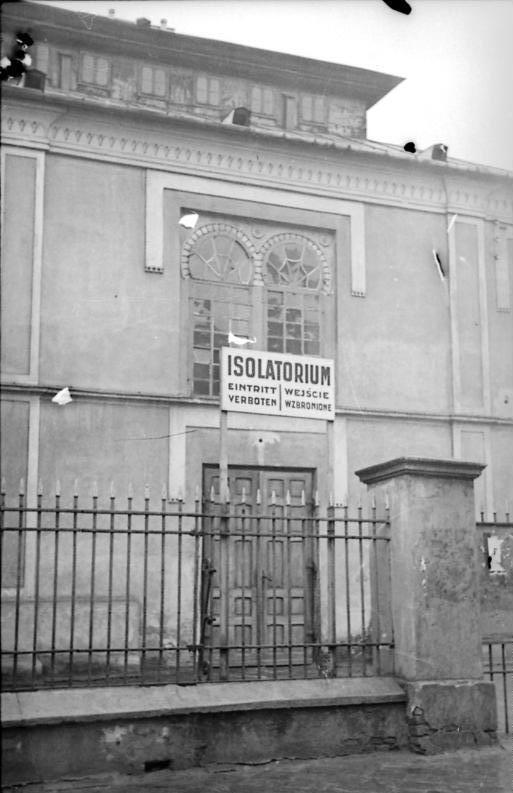
Synagoga w Radomiu

Rabini Radomia – lista rabinów polskiego miasta Radom (przed nazwiskiem - daty piastowania funkcji rabina, za nazwiskiem - daty życia).

## Rabini
- ?-?: Izrael Ejbuszowicz (1811–?)
- 1868-?: Samuel Mohylewer (1824–1898)
- 1886–1902: Abraham Perlmutter (1843–1930)
- 1906–1912: Eliezer Lejb Treistman (?-1929)
- ?-?: Szaja Złotnik (miał siedzibę przy ul. Koszarowej 4; 1893-?)
- ?-1942: Hil Kestenberg (ostatni rabin Radomia; ?-1942)